# メシカ
メシカ（Mexica、ナワ語群: Mēxihcah）は、ナワ族の一集団で、メキシコ盆地のテスココ湖の島にテノチティトランとトラテロルコの2つの都市を建設した（いずれも現在のメキシコシティ）。アステカ帝国の支配者として知られ、メキシコの名はメシカに由来する。

## テノチティトラン建設までの伝説
伝説によれば、ナワ族は原郷である北方のアストランを離れて、いくつかの集団に分かれて別々にメキシコ盆地に移住した。メシカもウィツィロポチトリに命令されて移動したが、ナワ族の中で最後にメキシコ盆地に到達した集団だった。
ディエゴ・ドゥラン『ヌエバ・エスパーニャ誌』の伝える伝説によると、神官のメシ(Meci)に率いられて移動したために、集団の名をメシカとしたという。
楽園であるアストランにくらべて、メキシコ盆地への旅は長く苦しいものだった。
メキシコ盆地についてからも、すでにこの地に住んでいる他の集団と対立して何度も定住地を変えた。まず西のマリナルコに住むが、ウィツィロポチトリの姉である女神マリナルショチトルに攻撃された。次にチャプルテペク（バッタの山）に住むが、近隣の集団に攻撃された。ついでコルワカンの領主に従属してティサアパンという所に住んだ。ウィツィロポチトリはコルワカンの領主の娘を生き神とするように言うが、娘がやってくると生贄にした。コルワカンの人々は怒ってメシカを追い出した。
最後にテスココ湖畔に到り、島のサボテンに鷲がとまっているのを見て、そこをテノチティトラン（サボテンの地）と名付け、1325年に都市を建設した。
一部の人々は後にテノチティトランから分かれてその北にトラテロルコの町を建設した。トラテロルコは交易で栄え、アステカ帝国時代には帝国最大の市場になった。

## 建都以降の歴史
メシカはテスココ湖の上にチナンパと呼ばれる開拓地を造り、運河をはりめぐらした。カヌーや船で周辺の町と交易を行い、町は急速に成長した。テスココ湖は他国の侵略からテノチティトランを守るための防壁としても働いた。
テスココ湖の周辺では、東のテスココを都とするアコルワと、西のアスカポツァルコを都とするテパネカの二大集団があった。メシカはテパネカの支配者であるテソソモクに従属した。
発展したテノチティトランでは1372年に最初の支配者で、コルワカンの領主の娘（生贄になった人物とは別）を母とするアカマピチトリが即位した。その子のウィツィリウィトルはテソソモクの娘と結婚し、第3代支配者となるチマルポポカが生まれた。ウィツィリウィトルはまたクァウナワクの支配者の娘と結婚して第5代支配者となるモテクソマ1世が生まれた。
テパネカでテソソモクが没すると後継者争いがおきた。チマルポポカは争いにまきこまれて殺され、ウィツィリウィトルの弟のイツコアトルがその後をついだ。テパネカで新たに即位したマシュトラに対して、メシカ（テノチティトラン）、アコルワ（テスココ）、ウェショツィンカ、およびテパネカの反マシュトラ勢力（トラコパン）が1428年に同盟してアスカポツァルコのテパネカを破った。ウェショツィンカを除く3つの集団はその後も同盟を保ち、征服地からの貢納品はテノチティトラン：2、テスココ：2、トラコパン：1の割合で分けることに決められた。これがアステカ三国同盟、すなわちアステカ帝国である。帝国が拡大するにつれて、三国同盟のうちテノチティトランの比重が時とともに高まっていき、実質上メシカ帝国になっていった（以下の歴史はアステカを参照）。